# Karolina Tymińská
Karolina Tymińská (* 4. října 1984, Świebodzin, Lubušské vojvodství) je polská atletka, jejíž specializací je víceboj.
V roce 2005 na halovém mistrovství Evropy v Madridu skončila osmá. O dva roky později dokončila na halovém ME v Birminghamu pětiboj na sedmém místě s celkovým počtem 4 494 bodů. Na světovém šampionátu v Ósace 2007 se umístila na 15. místě.
V roce 2008 na halovém MS ve Valencii obsadila výkonem 4 580 bodů šesté místo. Na vítězku Tiu Hellebautovou z Belgie ztratila 287 bodů. V témže roce reprezentovala na letních olympijských hrách v Pekingu, kde si vytvořila výkonem 6 428 bodů osobní rekord v sedmiboji a obsadila celkové osmé místo. Po diskvalifikaci Ukrajinky Ludmily Blonské se posunula o příčku výše.
V roce 2009 na halovém ME v Turíně skončila v pětiboji pátá, přičemž na bronzovou medaili, kterou získala Antoinette Nana Djimouová z Francie ztratila 76 bodů. O rok později na halovém MS v katarském Dauhá se umístila na šesté pozici. Těsně pod stupni vítězů, na 4. místě skončila na halovém ME 2011 v Paříži.
Třikrát skončila druhá na kladenském vícebojařském klání TNT - Fortuna Meetingu. V roce 2011 si zde navíc vylepšila osobní rekord v sedmiboji na 6 516 bodů.